# Alfastråling
Alfastråling er en form for partikelstråling, der er kraftig ioniserende og med svag gennemtrængningsevne. Alfastråling har en fart på ca. 19.000 km/s. Alfastrålingen kan have en rækkevidde på op til 1 - 2 cm, men hvor langt strålingen rækker afhænger af den energi, som bestemmes af kernen, der udsender alfastrålingen.
Denne type stråling består af spontant fissionerne kerner, der fissionerer i 2 datternukleoner hvor den ene altid er {\displaystyle {\ce {^{4}_{2}He}}}, og den anden datternukleon altid vil have et nukleontal der er 4 mindre og et protontal der er 2 mindre end det oprindelige materiale.
Alfastrålingen er i realiteten Helium-atomkerner ({\displaystyle {\ce {^{4}_{2}He}}}), der udsendes uden elektroner, under alfahenfald af radioaktive kerner som f.eks. uran og radium. Eksempel: Uran-238 henfalder til thorium: {\displaystyle {\ce {^{238}_{92}U -> ^{234}_{90}Th +^{4}_{2}He}}}.
Helium er i sig selv ikke radioaktivt, men selve henfaldet skyder heliumkernerne ud i sådan en fart, at strålingen bliver skadelig, idet kernerne kan ramme andre atomer og slå deres elektroner ud af banerne. Strålingen blev opdaget af Ernest Rutherford i 1899, og han brugte disse til at påvise atomkernen i 1911.
Da den er kraftig ioniserende, er det nemt at beskytte sig mod alfastråling uden for kroppen. Blot et stykke papir, nogle centimeters luft eller de yderste lag af huden er nok til at stoppe dem. På den anden side er det den farligste form for radioaktiv stråling, hvis strålingskilden kommer ind i kroppen til organerne, f.eks ved spisning eller indånding, da det kan gøre stor skade på cellerne i det område, som strålingen rammer.
Nogle røgalarmer indeholder en lille smule af alfakilden americium-241. Alfastrålingen ioniserer luft mellem et lille mellemrum. En lille elektrisk strøm passeres gennem den ioniserede luft. Røgpartikler fra ild der kommer ind i det lille mellemrum, vil reducere den elektriske strøm og derved aktivere alarmen. Denne mængde er ikke skadelig for menneskers sundhed. Generelt er alfa-stråling ikke sundhedsskadeligt, da det har det svært med at trænge igennem huden på mennesker.[kilde mangler]